# 中国国鉄HXD3B型電気機関車
中国国鉄HXD3B型電気機関車（ちゅうごくこくてつHXD3Bがたでんききかんしゃ）は、中華人民共和国鉄道部（現：中国鉄路総公司）が導入した電気機関車。海外の鉄道車両メーカーの技術を取り入れた電気機関車の1つで、和諧3B型（わかい3Bがた）とも呼ばれる。
この項目では、同様の技術を採用した試作機関車のHXD3A型電気機関車についても解説する。

## 概要・運用
海外メーカーの鉄道車両の技術を取り入れ国内の電気機関車の近代化を行うという中国政府の方針のもと、ドイツのボンバルディア・トランスポーテーションからの技術供与を受けた中国北車（現：中国中車）系列の大連機車車輛が製造した、重量貨物列車牽引用の電気機関車。ボンバルディアが展開する機関車ブランド・TRAXXを基に開発が行われ、特に製造当時世界最大の牽引力を記録したマルム・トラフィークIORE形電気機関車に類似した外見を有する。ただし2車体永久連結式のIORE型とは異なり、HXD3B型は車体両端に運転席が設置された単機タイプである。電装機器は最初の150両分はヨーロッパでボンバルディアが製造したものが輸入され、それ以降は大連機車車輌によって製造された。
2008年から2011年まで500両が製造され、それまで使用されていた韶山4G型（SS4G型）電気機関車を置き換える形で中国各地の重量級貨物列車に用いられている他、旅客列車に使用される事もある。
なお、1893号機は2010年の製造当初毛沢東号と命名され、前面に毛沢東の胸像を模したレリーフが設置されていたが、2014年12月以降はHXD3D型1893号機と交代している。

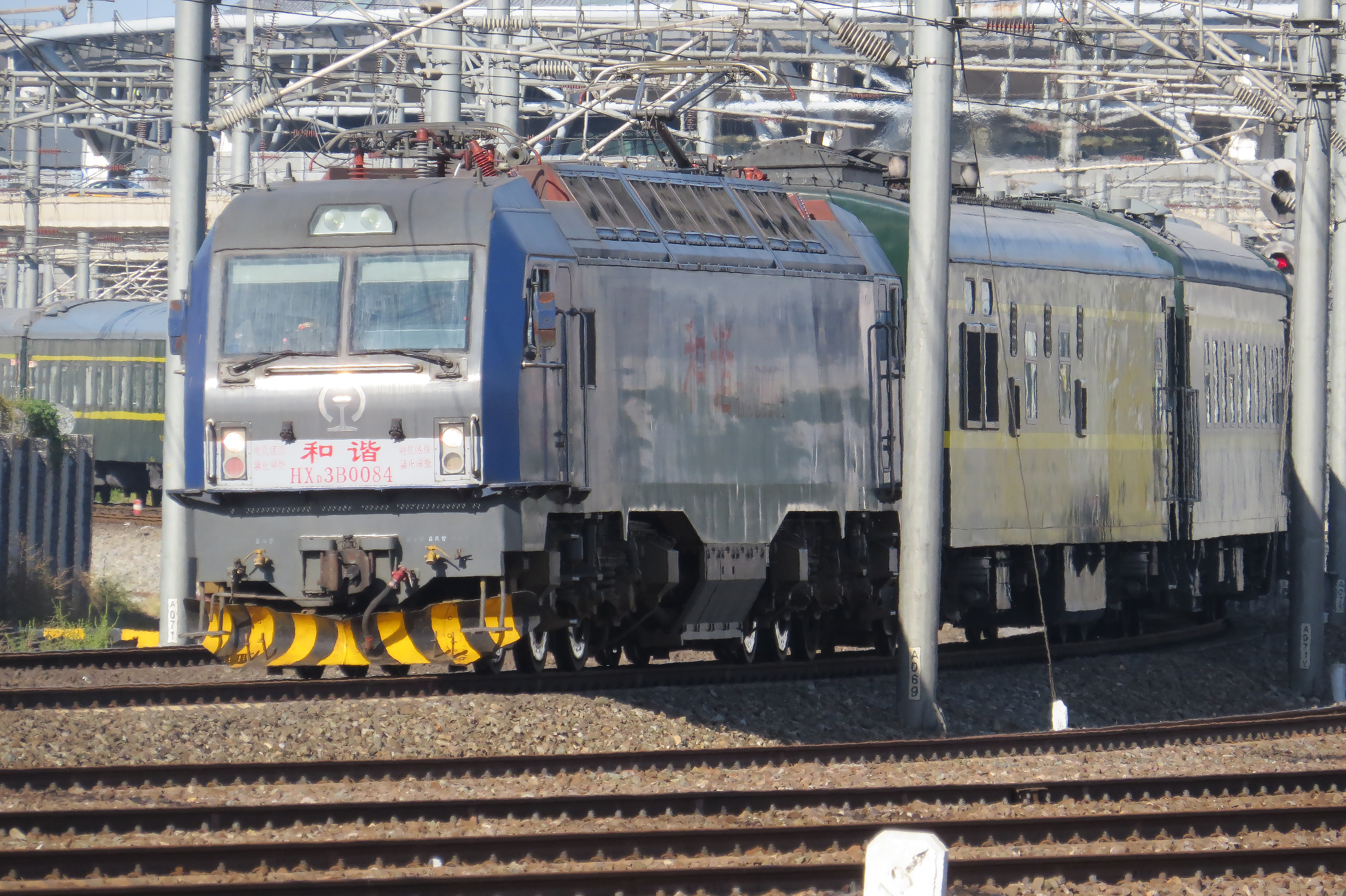
旅客列車を牽引する0084号機
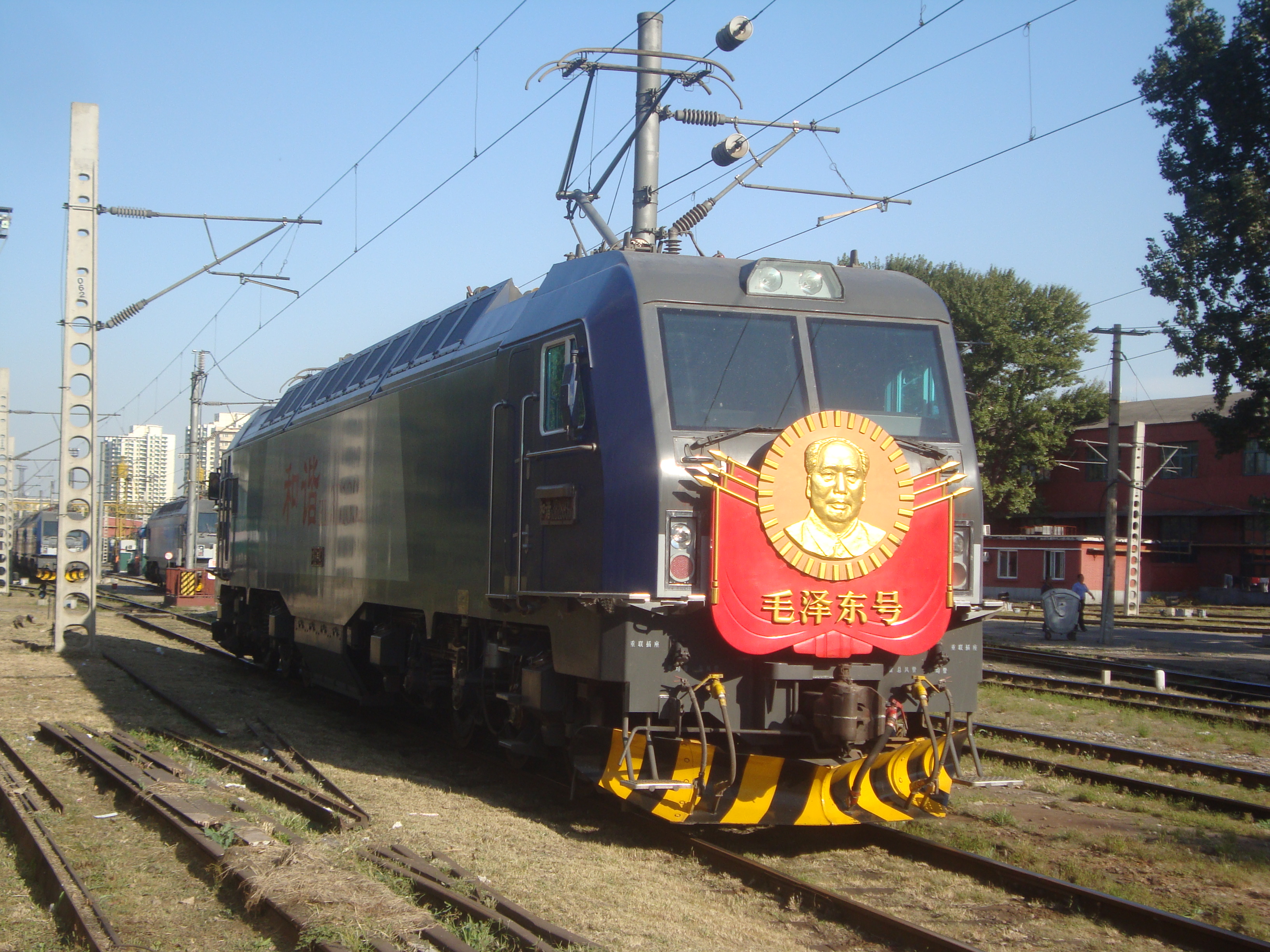
毛沢東号として登場した1893号機

## HXD3A型電気機関車
2013年に製造された貨物用電気機関車。HXD2B型と同様ボンバルディアの技術を基にした車両だが、車体は2両永久連結式となっている。2両が試作されたが量産には至っていない。